# 一代要記
一代要記（日语：／ Ichidaiyōki）是日本的一部年代記。作者不詳。該書於後宇多天皇時期始著，從鐮倉時代末至南北朝時代初，其內容持續被增補。延寶年間，水戶德川家在其主持的《大日本史》的史料探索中發現了該書的金澤文庫本，於是將該書撰寫為10冊，散佈於世間。